# 제8기갑사단 (독일 국방군)

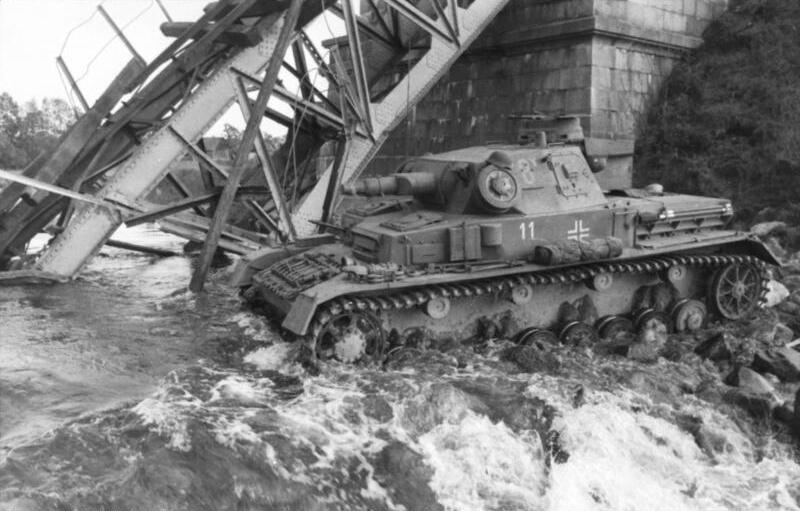

제3경기갑사단은 1938년 11월에 편성되어 1939년 폴란드 9월 전역에 참가하여 싸웠다. 폴란드 전 종료 후에 제3경기갑사단도 다른 경사단들처럼 1939년 10월, 정규 기갑사단으로 확대 개편되었으며, 개편 후에 사단 번호 "8"을 부여받아 제8기갑사단이 되었다.

## 부대 역사
제3경기계화사단으로 폴란드 침공에 참전했을 당시 사단의 전차 전력은 다음과 같다. achtungpanzer.com
- 2호 전차(PzKpfw II) - 23대
- 38(t)전차 - 55대
- 총계 - 80대

제8기갑사단은 1940년 프랑스 전투에 참전했고, 프랑스의 항복 이후에는 1941년 여름, 바르바로사 작전에 합류할 때까지 프랑스에 주둔하면서 점령군 임무를 수행했다. 그 이후 줄곧 동부 전선에서 모든 지역에서 소련군과 싸웠으며, 최후에는 헝가리와 체코슬로바키아로 밀려났고, 그곳에서 소련군에 항복했다.

## 시기별 배치 현황
| 날짜          | 군단              | 군            | 집단군              | 지역                 |
| ------------- | ----------------- | ------------- | ------------------- | -------------------- |
| 12.39 - 1.40  | 예비대            | -             | B 집단군            | 니더라인             |
| 5.40          | 예비대            | 12 군         | A 집단군            | 아이펠, 벨기에       |
| 6.40          | 41 군단           | 구데리안 군단 | A 집단군            | 프랑스               |
| 7.40 - 10.40  | 15 군단           | 2 군          | C 집단군            | 프랑스               |
| 11.40 - 12.40 | 41 군단           | 16 군         | A 집단군            | 프랑스               |
| 1.41 - 2.41   | 예비대            | 1 군          | C 집단군            | 독일                 |
| 3.41          | 41 군단           | 2 군          | D 집단군            | 프랑스               |
| 4.41          | 46 군단           | 4 기갑집단    | -                   | 유고슬라비아         |
| 5.41 - 6.41   | BdE               | -             | -                   | 프로텍토라트         |
| 7.41          | 56 군단           | 4 기갑집단    | 북부집단군          | 플레스카우, 루가     |
| 8.41          | 예비대            | 4 기갑집단    | 북부집단군          | 나르바, 레닌그라드   |
| 9.41          | 41 군단           | 16 군         | 북부집단군          | 발다이               |
| 10.41 - 12.41 | 39 군단           | 18 군         | 북부집단군          | 발다이               |
| 1.42          | 예비대            | -             | 북부집단군          | 레닌그라드           |
| 2.42          | 예비대            | 16 군         | 북부집단군          | 레닌그라드           |
| 3.42 - 7.42   | 39 군단           | 16 군         | 북부집단군          | 콜름                 |
| 8.42 - 11.42  | 브란덴베르거 군단 | -             | 북부집단군          | 콜름                 |
| 12.42 - 1.43  | 59 군단           | -             | 중부집단군          | 스몰렌스크, 브랸스크 |
| 2.43 - 3.43   | 43 군단           | 3 기갑군      | 중부집단군          | 웰리쉬               |
| 4.43 - 7.43   | 예비대            | -             | 중부집단군          | 오렐                 |
| 8.43          | 23 군단           | 2 기갑군      | 중부집단군          | 오렐                 |
| 9.43          | 56 군단           | 2 군          | 중부집단군          | 데스나               |
| 10.43         | 59 군단           | 4 기갑군      | 남부집단군          | 키에프               |
| 11.43         | 13 군단           | 4 기갑군      | 남부집단군          | 시토미르             |
| 12.43         | 42 군단           | 4 기갑군      | 남부집단군          | 시토미르             |
| 1.44          | 예비대            | 4 기갑군      | 남부집단군          | 비니차               |
| 2.44 - 3.44   | 48 군단           | 4 기갑군      | 남부집단군          | 타노폴               |
| 4.44          | 13 군단           | 4 기갑군      | 북우크라니아 집단군 | 타노폴               |
| 5.44          | 예비대            | -             | 북우크라니아 집단군 | 타노폴               |
| 6.44          | 예비대            | 1 기갑군      | 북우크라니아 집단군 | 브로디, 렘버그       |
| 7.44          | 3 군단            | 1 기갑군      | 북우크라니아 집단군 | 브로디, 렘버그       |
| 8.44          | 59 군단           | 17 군         | 북우크라니아 집단군 | 브로디, 렘버그       |
| 9.44          | 24 군단           | 1 기갑군      | 북우크라니아 집단군 | 카르파텐             |
| 10.44         | 24 군단           | 1 기갑군      | A 집단군            | 슬로바키아           |
| 11.44         | 예비대            | -             | A 집단군            | 슬로바키아           |
| 12.44         | 29 군단           | 8 군          | 남부집단군          | 부다페스트           |
| 1.45          | 56 군단I          | 6 군          | 남부집단군          | 부다페스트           |
| 2.45 - 3.45   | -                 | 17 군         | 중부집단군          | 메흐리쉬 오스트라우  |
| 4.45 - 5.45   | 예비대            | 1 기갑군      | 중부집단군          | 메렌                 |

## 기사십자장 서훈자
| 연도   | 날짜      | 이름                |
| ------ | --------- | ------------------- |
| 1940년 | 6월 3일   | 게르하르트 에트졸트 |
| 1940년 | 6월 3일   | 아돌프 쿤트젠       |
| 1940년 | 6월 16일  | 프리드리히 지버그   |
| 1940년 | 7월 13일  | 한스 볼프           |
| 1940년 | 8월 5일   | 발터 노이만-질코프  |
| 1941년 | 6월 24일  | 헬무트 할라우어     |
| 1941년 | 7월 15일  | 에리히 브란덴베르거 |
| 1941년 | 7월 15일  | 빌헬름 크리졸리     |
| 1941년 | 7월 24일  | 에리히 프론회퍼     |
| 1941년 | 8월 25일  | 위르겐 플로토브     |
| 1941년 | 9월 22일  | 하인츠 쉬나이더     |
| 1941년 | 9월 22일  | 쿠르트 쇤펠트       |
| 1943년 | 9월 16일  | 헬무트 슈미트       |
| 1943년 | 12월 20일 | 고트프리트 프뢸리히 |
| 1943년 | 12월 28일 | 한스 클로취         |
| 1944년 | 4월 21일  | 베르너 프리베       |
| 1944년 | 12월 9일  | 볼프강 본           |
| 1944년 | 12월 11일 | 카를 하인츠 질리스  |
| 1945년 | 3월 8일   | 하인리히 학스       |
| 1945년 | 4월 17일  | 발터 리트만         |
| 1945년 | 4월 30일  | 에발트 야네스       |
| 1945년 | 4월 30일  | 즈벤 쉬타우스       |
| 1945년 | 5월 8일   | 발터 리펠트         |

## 같이 보기
- 사단 (군사), 군사 조직
- 동부 유럽 전선 (제2차 세계 대전)
- 서부 유럽 전선 (제2차 세계 대전)
- 제2차 세계 대전 중 독일군 사단 목록
- 전차, 기갑사단, 독일 기갑사단
- 독일 육군 (제2차대전)
- 독일 연방방위군 육군 (현재)